# Ротрок, Артур
Артур Дэйл Ротрок (англ. Arthur Dale Rothrock, 7 января 1886 — 28 ноября 1938) — американский военный, олимпийский чемпион.
Артур Ротрок родился в 1886 году в округе Ханкок, штат Огайо. В 1920 году на Олимпийских играх в Антверпене капитан 29-го пехотного полка армии США Артур Ротрок стал чемпионом в командном первенстве в стрельбе из малокалиберной винтовки стоя на дистанции 50 м, а в личном первенстве в этой дисциплине завоевал серебряную медаль.